# هاله (شمال الراين-وستفاليا)
هاله ( بالألمانية: Halle أو رسميا: Halle Westfalen ) لتمييزها عن مدينة هاله في ولاية سكسونيا-أنهالت. مدينة تقع شمال ولاية شمال الراين - وستفاليا الألمانية, عدد سكانها 21,177 نسمة (إحصاء 2007).

## توأمة
لهاله (شمال الراين-وستفاليا) اتفاقيات توأمة مع كل من:
- رونشان [الإنجليزية]‏
- فالميرا

## أعلام
- هرمان يوليوس كولبي
- يانا كاندر
- سارة فينر